# World Film Festival in Cannes
World Film Festival in Cannes "Remember the Future" — международный кинофестиваль, проводимый ежемесячно и ежегодно в Каннах, Франция. Фестиваль охватывает широкий спектр жанров и форматов, включая игровые полнометражные и короткометражные фильмы, документальные, экспериментальные, анимационные фильмы, музыкальные клипы,  веб-сериалы и другое. Слоган фестиваля "Remember the Future" (в пер. "Помни Будущее").

## История и миссия
Фестиваль был основан в 2020 году Каролиной Бомба, кинематографистом и визионером, во время пандемии COVID-19. Фестиваль отбирает работы со всего мира, преимущественно ориентируясь на темы связанными с правами человека, вопросами социальной справедливости и проблемами экологии.

## Формат и награды
World Film Festival in Cannes проводит ежемесячные и ежегодные церемонии, в которых жюри, состоящее из семи представителей киноиндустрии, награждает лучшие фильмы в каждой категории. Фильмы, выбранные для секции «Лучшее будущее» (“Best of Future”), демонстрируются публике во время ежемесячных показов, где зрители голосуют за понравившийся фильм. Ежегодный гала-концерт проходит в Cineum Cannes, где вручаются награды "Золотой Светлячок" (Luciole d'Or).

## Знаменитые участники
Среди известных личностей, чьи фильмы были отмечены на фестивале, такие знаменитости, как Клинт Иствуд, Джейн Гудалл, Брюс Уиллис, Джон Малкович, Кейт Буш, Джонни Депп, Игги Поп, Йоко Оно, Нил Янг, Далай-лама XIV, Ричард Брэнсон, Дженнифер Лопес, Дебби Харри, Джон Войт, Малкольм Макдауэлл, Дипак Чопра, Микки Рурк, Энди Гарсиа, Дональд Сазерленд, Джон Уотерс, Эрик Робертс, Присцилла Пресли, Типпи Хедрен, Дэвид Лашапель, Майкл Мэдсен, Анита Экберг, Лэнс Хенриксен, Джефф Дэниелс, Линдсей Вагнер, Люк Бессон, Ламбер Вильсон, Беатрис Даль, Дени Лаван и другие.

## Состав жюри 2024
- Джим Ригель (Jim Rygiel): Мастер визуальных эффектов, лауреат трех "Оскаров" и трех BAFTA за работу над трилогией "Властелин колец".
- Стивен Кастор (Stephen Castor): Эксперт в области визуальных эффектов и виртуального производства, работал над франшизой "Человек-паук" и другими крупными проектами.
- Анжелика Кавалари (Angelique Cavallari): Актриса, лауреат нескольких премий за свои роли, также известна своими работами в поэзии и современном искусстве.
- Султана Кумуци (Sοultana Koumoutsi): Основательница Psarokokalo International Short Film Festival, сценарист и режиссер.
- Марк С. Берри (Mark S. Berry): Продюсер, основатель компании AMG, выпустившей 36 золотых и платиновых дисков для таких артистов, как Дэвид Боуи, Duran Duran, Yes и другие.
- Ежи П. Сухоцкий (Jerzy P. Suchocki): Сценарист, режиссер, романист и консультант по сценариям.

## Инновации
Фестиваль активно поддерживает использование новых технологий, таких как искусственный интеллект. В 2020 году World Film Festival in Cannes стал первым фестивалем, который ввел и наградил категорию для фильмов, созданных с помощью искусственного интеллекта.
В сотрудничестве с "Réseau Géopholis UNESCO International" фестиваль запускает конкурс короткометражных фильмов, снятых на смартфоны, которые продвигают ценности ЮНЕСКО.